# کراش باندیکوت ۳: کژیدگی
کراش باندیکوت ۳: کژیدگی (به انگلیسی: Crash Bandicoot 3: Warped) یک بازی ویدئویی در سبک سکوبازی است که توسط شرکت ناتی داگ توسعه یافته و به‌وسیلهٔ سونی کامپیوتر انترتینمنت در سال ۱۹۹۸ برای کنسول پلی‌استیشن منتشر شده‌است. این سومین قسمت از مجموعه بازی‌های کراش باندیکوت به‌شمار می‌رود و داستان این سری بلافاصله بعد از نسخه کرش بندیکوت ۲ رخ می‌دهد. بازی در فروشگاه پلی‌استیشن از تاریخ ۲۷ سپتامبر ۲۰۰۷ در ژاپن، ۷ فوریه ۲۰۰۸ در آمریکا و ۲۳ اکتبر ۲۰۰۸ در اروپا در دسترس قرار گرفت. نسخه بازسازی شده این بازی در مجموعه بازی کراش باندیکوت سه‌گانه احمقانه گنجانده شد و در ژوئن ۲۰۱۷ برای کنسول پلی‌استیشن ۴، و ژوئن ۲۰۱۸ برای دیگر پلت‌فرم‌ها در دسترس قرار گرفت.
داستان بازی مستقیماً پس از وقایع نسخهٔ دوم رخ می‌دهد. زمانی که بقایای ایستگاه فضای دکتر نئو کورتکس به کره زمین سقوط و اصابت کرد، و موجودی شیطانی به نام اوکا اوکا، برادر دوقلوی شرور آکو آکو را آزاد نمود، که با دکتر نئو کورتکس و دکتر وسواس زمان نفاریوس تروفی متحد می‌شود. نقشهٔ آن‌ها جمع‌آوری کریستال‌های قدرتمندی است که در طول زمان پراکنده شده‌اند و قصد دارند از انرژی آن‌ها برای به بردگی کشیدن زمین استفاده کنند. بازی با شخصیت اصلی این مجموعه یعنی کراش باندیکوت و خواهرش کوکو باندیکوت دنبال می‌شود که با سفر در زمان و جمع‌آوری کریستال‌ها از تسخیر آن‌ها توسط ابرشروران این سری جلوگیری می‌کنند.
کراش باندیکوت ۳: کژیدگی با فروش ۵٬۷ میلیون نسخه در جایگاه هشتمین بازی پرفروش پلی‌استیشن قرار دارد. دنبالهٔ این بازی تحت عنوان کراش باندیکوت: خشم کورتکس در سال ۲۰۰۱ عرضه شد. در سال ۲۰۲۰، کراش باندیکوت ۴: دیگه وقتشه به عنوان نسخه‌ای از بازی منتشر شد، که در ابتدا قرار بود دنبالهٔ کژیدگی باشد.